# Andrija Kovačević
Andrija Kovačević (Domankuš, 16. siječnja 1879. – Zagreb, 17. prosinca 1946.), bio je hrvatski pravnik, književnik i prevoditelj. 

## Životopis
Andrija Kovačević rodio se u Domankušu kod Bjelovara 1879. godine u obitelji Josipa i Mande (rođ. Katić) Kovačević. Otac je arhitekta Milovana Kovačevića. Pisao je i javljao se člancima u mnogim hrvatskim časopisima (Nada, Savremenik, Obzor, Svjetlo, 15 dana, Hrvatska revija, Seljački svijet).
Preveo je s madžarskoga na hrvatski jezik dva romana Pala Szaboa (Ljudi, Binoza, Zagreb, 1932., i Žabokrečina, vl. naklada, 1933.).  

## Djela
- Posljednji Nenadić, Matica hrvatska, Zagreb, 1913.
- Krijes, vl. naklada, Zagreb, 1926. (2. izd. Seljačka sloga, Zagreb, 1952.)
- Bijeg s vješala: povijest jedne borbe, rukopis iz godine 1946. za tisak priredila Zlata Bujan-Kovačević, Disput, Zagreb, 2002.